# 意大利-瑞士人殖民地 (加利福尼亞州)
意大利-瑞士人殖民地（英語：Italian Swiss Colony）是位於美國加利福尼亞州馬德拉縣的一個非建制地區。該地的面積和人口皆未知。

## 地理
意大利-瑞士人殖民地的座標為36°55′52″N 120°06′24″W / 36.93111°N 120.10667°W，而該地的平均海拔高度為76米（即249英尺）。